# Каля-Маре
Каля-Маре (рум. Calea Mare) — село у повіті Біхор в Румунії. Входить до складу комуни Лезерень.
Село розташоване на відстані 416 км на північний захід від Бухареста, 21 км на південний схід від Ораді, 117 км на захід від Клуж-Напоки, 142 км на північний схід від Тімішоари.

## Населення
За даними перепису населення 2002 року у селі проживали 662 особи, усі — румуни. Усі жителі села рідною мовою назвали румунську.